# آپری
آپری (به فرانسوی: Aprey) یک کمون در فرانسه است که در canton of Longeau-Percey واقع شده‌است. آپری ۱۵٫۷۲ کیلومتر مربع مساحت دارد ۴۰۰ متر بالاتر از سطح دریا واقع شده‌است.